# Uramya venusta
Uramya venusta är en tvåvingeart som beskrevs av Wulp 1890. Uramya venusta ingår i släktet Uramya och familjen parasitflugor. Inga underarter finns listade i Catalogue of Life.